# Affaire Gabriel Fortin
Pour les articles homonymes, voir Fortin.
Gabriel Fortin, né le 14 février 1975, est un ingénieur français condamné pour avoir abattu de sang-froid, les 26 et 28 janvier 2021, une de ses anciens DRH, une ancienne stagiaire (au moment où Fortin l'a côtoyée, devenue DRH entre-temps) et une agent de Pôle emploi.
Son arrestation se déroule sur la voie publique, de façon assez spectaculaire, par la police. Dès que la nouvelle de ces triples meurtres est connue, la presse lui attribue le surnom de « tueur de DRH ».
Son procès s'est déroulé en juin 2023 devant la cour d'assises de la Drôme, où il a été condamné à la réclusion criminelle à perpétuité assortie d'une période de sûreté de 22 ans pour trois assassinats et une tentative d’assassinat datant de janvier 2021, peine confirmée en appel le 28 mai 2024 par la cour d'assise de Grenoble, et validée par la Cour de cassation en avril 2025.

## Biographie
Gabriel Fortin a été salarié de Faun Environnement en tant qu'ingénieur-mécanicien.
Célibataire sans enfants et amateur de tir sportif, il est inconnu des services de police et de justice. Durant l'hiver 2021, lors des crimes dont il est accusé, Gabriel Fortin habite la ville de Nancy (Meurthe-et-Moselle) et il est demandeur d'emploi.

## Affaire judiciaire
Fin janvier 2021, trois femmes dont deux sont responsables de services ressources humaines et l'une, agent de Pôle Emploi (devenue en 2024, France Travail), sont tuées par balle à quelques heures d’intervalle, dans le Haut-Rhin, dans la Drôme et en Ardèche. Un homme subit également une tentative d'assassinat dans le Haut-Rhin. Ces trois femmes et cet homme semblent avoir directement ou indirectement, croisé la route d'un même homme dénommé Gabriel Fortin. Celui-ci, après avoir ruminé ses licenciements successifs semble avoir voulu se venger.

### Liste des victimes
- Estelle Luce, 39 ans retrouvée morte sur le parking de son entreprise de Wolfgantzen (Haut-Rhin) le 26 janvier 2021[6].
- Bertrand Meichel, cadre de la même entreprise qu'Estelle Luce, subit une tentative d'assassinat le 26 janvier 2021 à son domicile de Wattwiller.
- Patricia Pasquion, 54 ans, responsable d’équipe à Pôle emploi, tuée le 28 janvier 2021, dans son bureau de l'avenue Victor-Hugo à Valence, dans la Drôme.
- Géraldine Caclin, 51 ans, DRH de la société Faun Environnement, entreprise située à Guilherand-Granges, en Ardèche, tuée par balles dans son bureau le 28 janvier 2021[7].

### Arrestation

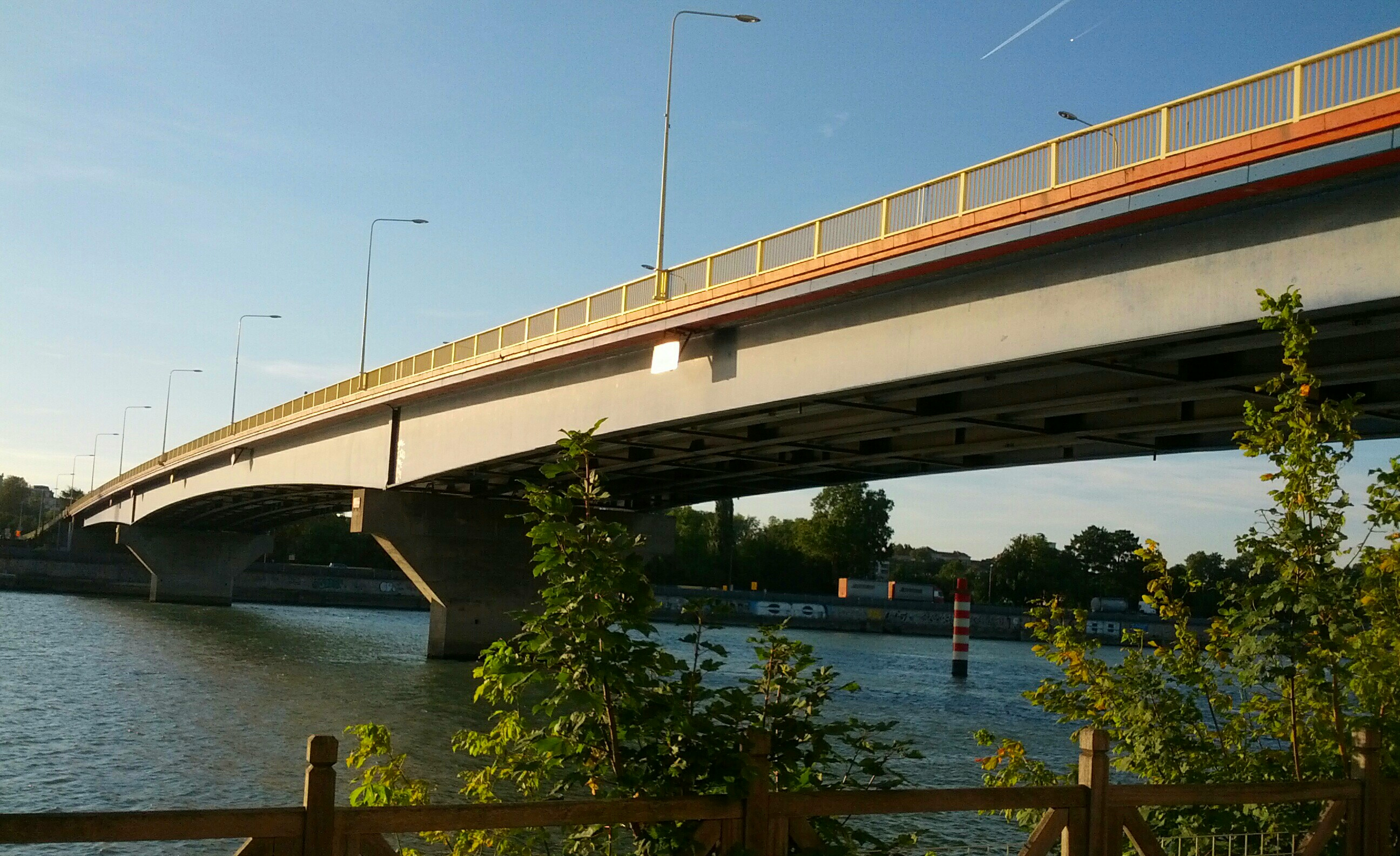
Le pont Frédéric-Mistral, lieu de l'interpellation du suspect

Dans la matinée du 28 janvier 2021, l'ingénieur Gabriel Fortin est interpellé au volant d'une voiture de location dont l'immatriculation avait été donnée par le témoin d'une agression criminelle. Sa voiture est percutée par un véhicule de police alors qu'il empruntait le pont Frédéric-Mistral sur le Rhône (entre Valence et Guilherand-Granges) à contre-sens. Une arme est trouvée à l'intérieur. Sur une vidéo amateur mise en ligne sur les réseaux sociaux, on découvre que des policiers plaquent au sol un individu au crâne dégarni. Ce dernier ne résiste pas puis il est conduit dans un fourgon de la police.
Le 30 janvier 2021, Gabriel Fortin est mis en examen pour les assassinats de Patricia Pasquion et de Géraldine Caclin, puis placé en détention provisoire à la prison de Valence.
Fortin est brièvement interné, du 1er au 3 février 2021, au centre hospitalier Drôme-Vivarais, avant de rejoindre la centre hospitalier Le Vinatier pendant une durée de trois semaines. Il retourne par la suite en détention, le 24 février 2021.
L'enquête concernant Fortin ne s'arrête cependant pas à sa mise en examen pour les assassinats de Patricia Pasquion et de Géraldine Caclin, les enquêteurs étant interpellés par deux autres crimes — un assassinat et une tentative d'assassinat — commis deux jours avant le double assassinat. Les victimes sont Estelle Luce (assassinée) et Bertrand Meichel (rescapé) et avaient également embauché Fortin par le passé, avant de le licencier.
Gabriel Fortin est extrait, le 7 avril 2021, de la prison de Valence et placé en garde à vue dans le cadre de l'assassinat d'Estelle Luce et de la tentative d'assassinat de Bertrand Meichel. Il est muet et ne s'explique sur aucun crime tout au long de sa garde à vue. Au terme des 48 heures de sa garde à vue, Fortin est mis en examen pour assassinat et tentative d'assassinat puis retourne à la prison de Valence.
Pendant sa détention, Fortin assiste à plusieurs reconstitutions entre avril 2021 et avril 2022, sans qu'il ne souhaite y participer. Ses quatre crimes, commis majoritairement sur des DRH, lui valent d'être surnommé le « tueur de DRH ». L'instruction s'achève à la suite des reconstitutions organisées et renvoie Fortin devant la cour d'assises de la Drôme pour trois assassinats et une tentative d'assassinat.

### Procès
Le procès de Gabriel Fortin débute le 13 juin 2023, devant la cour d'assises de la Drôme.
Au terme de douze jours de procès et à peine plus de trois heures de délibéré, les jurés ont considéré que Gabriel Fortin était coupable des assassinats d’une cadre de Pôle emploi, de deux responsables des ressources humaines et de l’agression armée d’un autre DRH.
Dans la soirée du 28 juin 2023, Fortin est condamné à la réclusion criminelle à perpétuité assortie d'une période de sûreté de 22 ans.

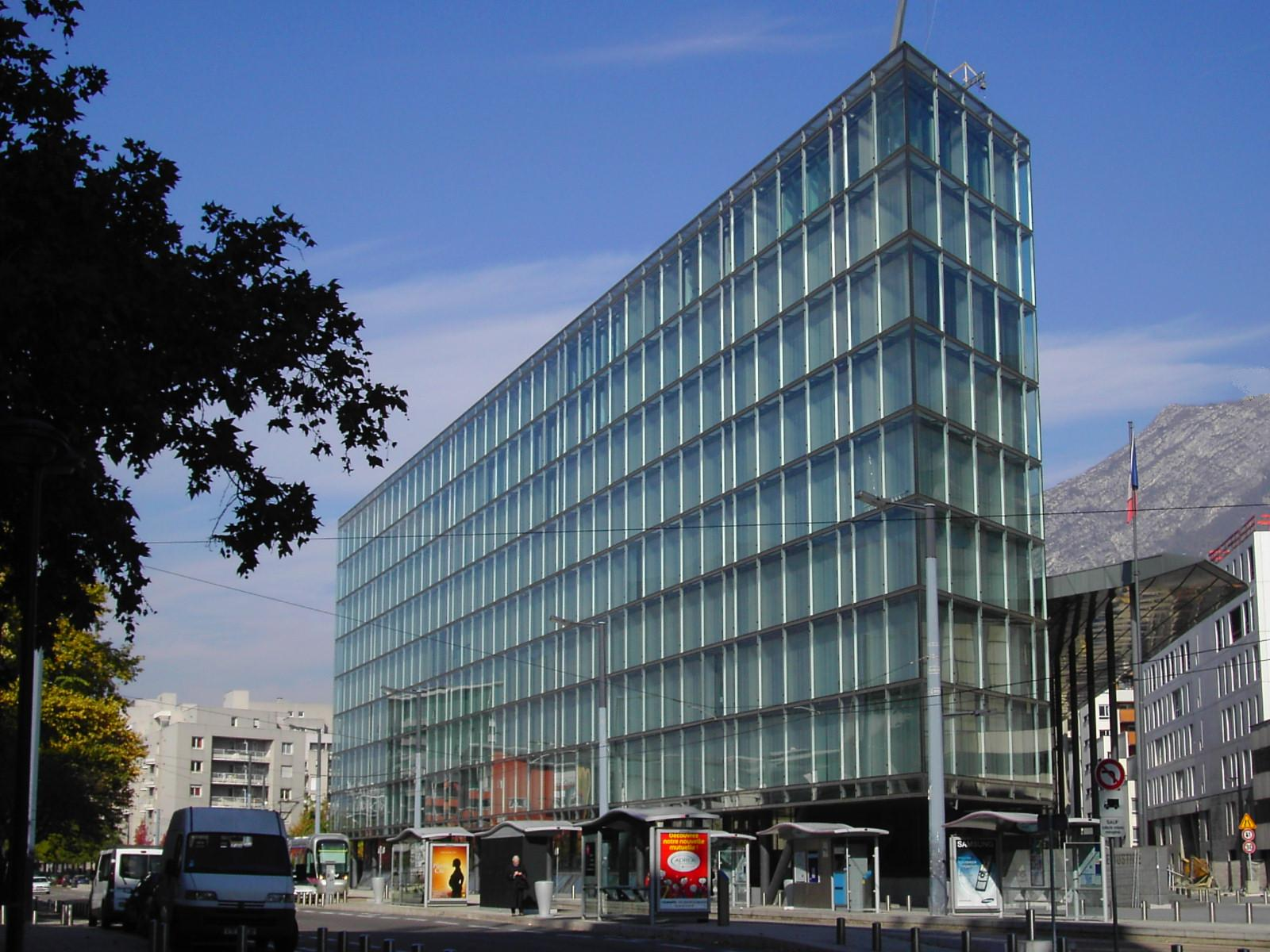
Le palais de Justice de Grenoble ou s'est déroulé le procès en appel

Gabriel Fortin interjette appel de la décision. Le procès en appel se déroule du 13 mai au mardi 28 mai 2024. La peine de la réclusion criminelle à perpétuité assortie d’une période de sûreté de 22 ans est confirmée. L’accusé a refusé de comparaître devant la cour durant la durée de ce second procès. Le lendemain, Gabriel Fortin fait annoncer par l'intermédiaire de son avocat qu'il allait se pourvoir en cassation. Ce pourvoi est rejeté par la Cour de cassation en avril 2025.

## Articles et documentaires

### Articles
- Journal L'Alsace, enquête long format : « Affaire du « tueur de DRH » : Gabriel Fortin, récit d'un itinéraire sanglant de l'Alsace à la Drôme »[20].
- Journal Libération, enquête de Julie Brafman : « Le mutique et mystérieux «tueur de DRH» attendu devant la cour d’assises de Valence »[21].